# Antoni Ferrer i Perales
Antoni Ferrer i Perales (Alcúdia de Crespins, la Costera, 14 de novembre de 1943 - 3 d'octubre de 2022) va ser un poeta valencià.

## Vida i literatura
Va estudiar Teologia i Filosofia, fou professor agregat de Batxillerat, i des del 1978 membre del consell de redacció de la revista Saó, on publicà regularment ressenyes de novetats literàries. Col·laborà també en les revistes Reduccions, Passadís i L'Aiguadolç.
Diverses antologies recullen mostres de la seua poesia, entre les quals Vida contemplativa. Homenatge a Vicent Andrés Estellés (València, 1992), Bengales en la fosca (Alzira, 1997), Poemes d'un segle. Poesia occidental del segle XX (La Pobla Llarga, 1999), Cants espirituals catalans (Barcelona, 2001), Ponts de paraules. Encontre de poetes a Alcoi. Homenatge a Joan Valls i Ovidi Montllor (Alcoi, 2008), For sale o 50 veus de la terra (La Pobla Llarga, 2010) i Mig segle de poesia catalana. Del Maig del 68 al 2018 (Barcelona, 2018).
Al febrer de 2015, amb motiu de l'aparició del seu llibre Variacions Goldberg, fou homenatjat al Centre d'Estudis Locals de l'Eliana en una vetlada literària en què participaren més de setanta poetes d'arreu dels Països Catalans.
Va morir de càncer als 78 anys i va ser soterrat a València, al cementeri del barri de Campanar.

### Poètica
En opinió d'Enric Sòria, Ferrer és «el poeta amb més prodigiós domini de la tècnica de la nostra literatura», i del seu Cant espiritual diu que «més que d'un cant, es tracta d'una polifonia complexa, rotunda i potent, un itinerari de la pensa a Déu, de la nit al dia, de la vespra a la festa, una ascensió simbòlica a través de les estacions del dubte, la caiguda, l'esperança i la resurrecció (com a gloriosa integració d'opòsits) que enllaça, amb sorprenent destresa, una reflexió múltiple, personal i col·lectiva, sobre la renovació de l'ésser.» Per la seua banda, Ferrer mateix afirma en la «Poètica» que inclou en Cançó de bressol: «la meua poesia potser no siga sinó una sola cosa: saber cada nit que un mantell benigne […] pot cobrir de sentit i de pietat els meus dies i els dies del meu món. I la Història sencera dels vius i dels morts».

### Poesia i música
Va escriure també textos poètics per als compositors Amand Blanquer (la cantata Quasi oliva speciosa, 2010), Vicent Sanz (l'oratori Charitas, 2007) i Vicent Roncero (Cantata Jubilar, 2008, per al cinquanté aniversari de la constitució com a municipi independent de l'Eliana, on vivia d'ençà del 1996). De fet, com fa notar Lluís Roda, «la musicalitat del vers de Ferrer (que excel·leix al “Cantus firmus”, part central –literalment– del Cant espiritual), és un vertader “Testament d'Orfeu” (darrera part de Partitura laberint, un títol d'evidents referències temàtiques). […] l'ideal d'equilibri, d'ordre, de bellesa, d'harmonia, d'unitat espiritual cercada, l'ideal de relacions i d'acords (una ordenació de notes a un fi fràgil), fa de la música una adient metàfora (i instrument) d'allò que és contínuament recercat per Ferrer, per això la música és omnipresent al llarg de la seua obra».

## Obres

### Poesia
- Fragmentos con figuras para un vaso minoico. Gandia: Ajuntament de Gandia, 1979. Premi Ausiàs March, 1978.
- Partitura laberint. Gandia: Ajuntament de Gandia, 1984. Premi Ausiàs March, 1983.
- Cançó de bressol per a ajudar a ben morir galàxies. València: Víctor Orenga,1986.
- Bagatel·les. València: La Forest d'Arana, 1990.
- Cant espiritual. València: Edicions Alfons el Magnànim, 1992.
- Pietà. València: Amós Belinchón, 1993.
- Cant temporal. València: Tàndem, 2000.
- La dansa de les hores. Catarroja: Perifèric, 2006.
- Poesia reunida 1979-2006. Pròleg d'Isidre Martínez Marzo. Paiporta: Denes, 2006.
- Variacions Goldberg (ària amb variacions per a la recreació de l'esperit), seguit de Sis bachianes, 2015. Post scriptum de Vicent Roncero. Paiporta: Denes, 2015. Premi de la Crítica dels Escriptors Valencians 2016.
- Poesia completa 1979-2021. Pròleg de D. Sam Abrams. València: Institució Alfons el Magnànim, 2021.
- Lux aeterna. Dins Poesia completa 1979-2021. València: Magnànim, 2021.

### Assaig
- L'Estellés amagat. L'Eliana: Ajuntament de l'Eliana, 2015.

## Premis
- Ausiàs March, Gandia, 1978 i 1984.
- Vila d'Alaquàs, 1986.
- Premi de la Crítica dels Escriptors Valencians, 2016.
- Premi Ciutadania de Cultura de l'Eliana, 2014.